# Anomophysis malasiaca
Anomophysis malasiaca là một loài bọ cánh cứng trong họ Cerambycidae.